# Antonio Ferramolino
Antonio Ferramolino, noto anche come Sferrandino da Bergamo e chiamato Hernan Molin dagli spagnoli (Bergamo, ... – Mahdia, 18 agosto 1550), è stato un architetto e ingegnere militare italiano.

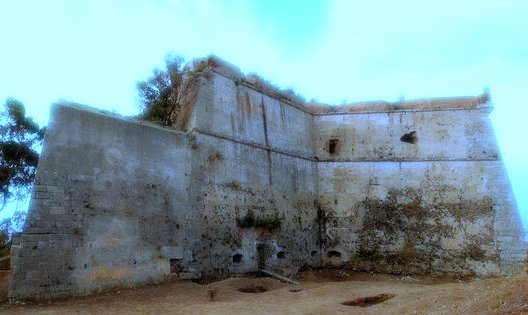
Il forte Gonzaga

Progettista di fortificazioni fu al servizio del Viceré di Sicilia e realizzò imponenti opere difensive in tutta l'isola, applicando le tecniche della fortificazione alla moderna.
Tra le sue opere vanno ricordate le fortificazioni di Messina, di Siracusa, di Palermo e di Catania.

## Biografia
Iniziò la propria attività come soldato al servizio di Venezia. Durante avventurose vicende ebbe modo di acquisire competenze nell'ambito dell'ingegneria militare, probabilmente sotto la guida di Gabriele Tadino, tanto da trovarsi nel 1529 a sovrintendere alla costruzione delle artiglierie nell'arsenale di Venezia. 
Nel 1532 passò al soldo degli imperiali nell'esercito imperiale di Ferdinando d’Asburgo sul fronte austroungarico. Nel 1533 la tesoreria del Regno di Sicilia, secondo le disposizioni impartite da Carlo V, si fece carico del salario dell’ingegnere destinandolo a Corone, l’avamposto peloponnesiaco strappato ai Turchi da Andrea Doria l’anno precedente e che la coalizione cristiana si affrettava a fortificare. Ferramolino dette avvio subito ai lavori alle difese, che i turchi non tardarono a cingere d’assedio. Ferramolino fu richiamato in Sicilia poco prima che Corone ricadesse in mano turca.
Il viceré Pignatelli gli richiese un parere sui piani che si stavano portando avanti sull’isola. Ferramolino, nonostante sperasse di andare al servizio di Federico Gonzaga a Mantova, non avrebbe più lasciato il servizio vicereale e fu trattenuto, su autorizzazione dell'imperatore, per poter sostituire come ingegnere del Regno Pietro Antonio Tomasello, ammalato e già avanti negli anni. Con Tomasello collaborò fino alla morte di questi nel 1537, subentrandogli poi in tutti i cantieri allora attivi.
Ebbe l'incarico di rivedere le fortificazioni di Messina, Milazzo, Catania e in genere della Sicilia.
Negli anni successivi, agli ordini del viceré Ferrante Gonzaga, realizzò numerose opere in tutta l'isola, mettendo mano all'intero sistema difensivo costiero. Pur risiedendo a Messina viaggiò in continuazione, anche fuori dall'isola, e fu attivo anche in Dalmazia (Ragusa) e a Malta.
Morì partecipando, nonostante l'età avanzata, all'assedio di Mahdia, nell'attuale Tunisia.
Gli succedette nella carica di ingegnere del Regno lo spagnolo Pedro Prado.

## Opere
L'attribuzione a Ferramolino delle varie opere di fortificazione in Sicilia è difficoltosa perché  su uno stesso cantiere si sovrappongono i contributi dei vari tecnici che si sono succeduti nella carica di ingegnere del Regno, vista la durata dei lavori.
- Interventi sulle mura di Trapani e sul castello della Colombaia di Trapani (1534 -1535).[1]
- La fortezza a La Goletta presso Tunisi (dal 1536).[1]
- Il Forte Gonzaga (1540), uno dei pochi resti delle opere progettate da Ferramolino a Messina, città dove aveva stabilito la residenza.[1]
- Il Forte del Santissimo Salvatore a Messina (rielaborando un progetto del suo predecessore Tomasello).
- Cinta muraria di Messina.
- La cinta bastionata del Castello Matagrifone a Messina; rimangono solo numerosi ruderi, nascosti, abbandonati o, addirittura, integrati ed aggrediti da edifici residenziali.La cinta bastionata di Palermo (realizzata nel corso di vari decenni).
- I Bastioni di Catania che dovevano rinforzare la cinta esistente e di cui rimangono poche tracce.
- La cerchia esterna del castello di Milazzo, dove continuò l'opera iniziata da Tomasello.
- Fortezza Revelin a Ragusa.